# Scyphostelma filisepalum
Scyphostelma filisepalum är en oleanderväxtart som först beskrevs av Paul Carpenter Standley, och fick sitt nu gällande namn av Liede och Meve. Scyphostelma filisepalum ingår i släktet Scyphostelma och familjen oleanderväxter. Inga underarter finns listade i Catalogue of Life.